# ベサニー・ジョイ・レンツ
ベサニー・ジョイ・レンツ（Bethany Joy Lenz、1981年4月2日 - ）は、アメリカ合衆国の女優。

## 出演作品
- チアーズ！2
- One Tree Hill シリーズ（ヘイリー・ジェームズ）
- 堕ちた弁護士　～ニック・フォーリン～ シーズン2
- チャームド～魔女3姉妹 シーズン4
- フェリシティの青春 第4シリーズ
- メアリーとローダ／再就職も楽じゃない!?
- スティーヴン・キング／痩せゆく男（リンダ）